# The Enemy of the World
A The Enemy of the World a Doctor Who sorozat negyvenedik része, amit 1967. december 23.-a és 1968. január 27.-e között vetítettek hat epizódban.
2013 októberében előkerült 5 további elveszett epizód, melyet jelenleg csak iTunes-n lehet elérni, de hamarosan DVD-n is ki fogják adni.

## Történet
A Tardis utasai az ausztrál tengerparton élvezkedi, mikor merényletet kísérel meg a Doktor ellen. A Doktor hasonmása ugyanis egy Salamander megalomániás diktátor, akit csak sok kaland árán sikerül megfékezni.

## Epizódok listája
| Epizód száma | Bemutató napja     | Hossza | Nézők száma (millió) | Formátum  |
| ------------ | ------------------ | ------ | -------------------- | --------- |
| 1            | 1967. december 23. | 23:45  | 6,8                  | 16 mm t/r |
| 2            | 1967. december 30. | 23:48  | 7,6                  | 16 mm t/r |
| 3            | 1968. január 6.    | 23:05  | 7,1                  | 16 mm t/r |
| 4            | 1968. január 13.   | 23:46  | 7,8                  | 16 mm t/r |
| 5            | 1968. január 20.   | 24:22  | 6,9                  | 16 mm t/r |
| 6            | 1968. január 27.   | 21:41  | 8,3                  | 16 mm t/r |

## Könyvkiadás
A könyvváltozatát 1987. április 17.-n adta ki a Target könyvkiadó. Írta Ian Marter.

## Otthoni kiadás
- VHS-n a megmaradt 3. epizódot a Troughton Years kazettán adták ki.
- DVD-n 2004-n adták ki a Lost in Time dobozban adták ki.
  - A teljes történetet 2013. november 25.-n adták ki.

### Fordítás
- Ez a szócikk részben vagy egészben  a   The Enemy of the World című angol Wikipédia-szócikk fordításán alapul.  Az eredeti cikk szerkesztőit annak laptörténete sorolja fel. Ez a jelzés csupán a megfogalmazás eredetét és a szerzői jogokat jelzi, nem szolgál a cikkben szereplő információk forrásmegjelöléseként.